# Ètnies de la Xina

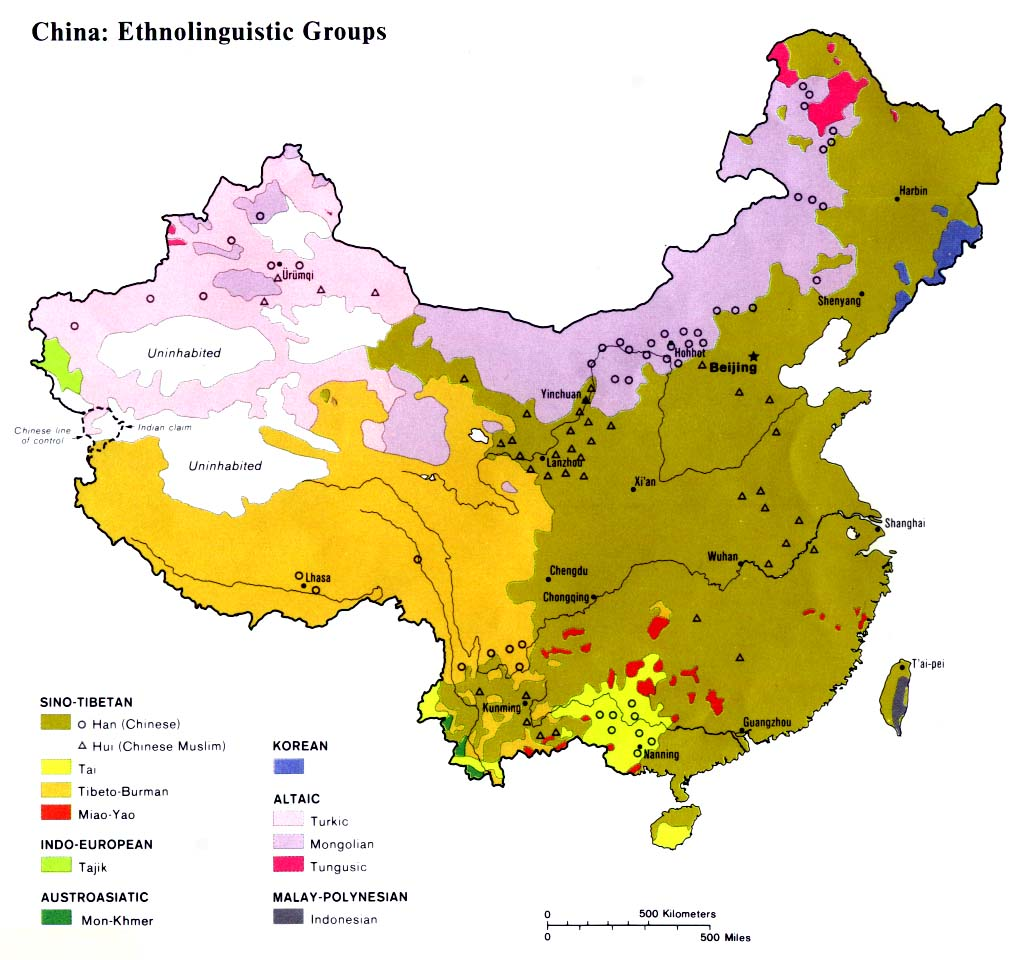
Mapa dels grups lingüístics de la Xina

Les ètnies de la Xina representen una gran diversitat de grups humans. Als efectes d'aquest article, s'entén per la Xina el conjunt dels dos estats sobirans de civilització xinesa: la República Popular de la Xina (RPX) i la República de la Xina (Taiwan).
Els xinesos de l'ètnia Han són el grup ètnic més gran, amb un 91,59% de la població xinesa (més de 1.200 milions de persones). A més de la majoria Han, la Xina reconeix 55 "nacionalitats" o grups ètnics més, que sumen uns 105 milions de persones entre tots, i que es reparteixen sobretot per les zones nord, oest i sud del gran país, mentre el xinesos han són absolutament majoritaris a la Xina estricta.

## Nacionalitats reconegudes oficialment
Per ordre de població, aquesta és la llista dels 56 grups ètnics reconeguts oficialment pel govern de la República Popular de la Xina: 
| Ètnia             | Pinyin           | Xinès simplificat | Xinès tradicional | Població      |
| ----------------- | ---------------- | ----------------- | ----------------- | ------------- |
| Han               | Hàn Zú           | 汉族              | 漢族              | 1.230.117.207 |
| Zhuang            | Zhuàng Zú        | 壮族              | 壯族              | 16.178.811    |
| Manxús            | Mǎn Zú           | 满族              | 滿族              | 10.682.263    |
| Hui¹              | Huí Zú           | 回族              | 回族              | 9.816.802     |
| Miao²             | Miáo Zú          | 苗族              | 苗族              | 8.940.116     |
| Uigurs            | Wéiwúěr Zú       | 维吾尔族          | 維吾爾族          | 8.399.393     |
| Tujia             | Tǔjiā Zú         | 土家族            | 土家族            | 8.028.133     |
| Yi                | Yí Zú            | 彝族              | 彝族              | 7.762.286     |
| Mongols           | Měnggǔ Zú        | 蒙古族            | 蒙古族            | 5.813.947     |
| Tibetans3         | Zàng Zú          | 藏族              | 藏族              | 5.416.021     |
| Bouyei            | Bùyī Zú          | 布依族            | 布依族            | 2.971.460     |
| Dong              | Dòng Zú          | 侗族              | 侗族              | 2.960.293     |
| Yao               | Yáo Zú           | 瑶族              | 瑤族              | 2.637.421     |
| Coreans           | Cháoxiǎn Zú      | 朝鲜族            | 朝鮮族            | 1.923.842     |
| Bai               | Bái Zú           | 白族              | 白族              | 1.858.063     |
| Hani              | Hāní Zú          | 哈尼族            | 哈尼族            | 1.439.673     |
| Kazakhs           | Hāsàkè Zú        | 哈萨克族          | 哈薩克族          | 1.250.458     |
| Li                | Lí Zú            | 黎族              | 黎族              | 1.247.814     |
| Tais4             | Dǎi Zú           | 傣族              | 傣族              | 1.158.989     |
| She               | Shē Zú           | 畲族              | 畲族              | 709.592       |
| Lisu              | Lìsù Zú          | 傈僳族            | 傈僳族            | 634.912       |
| Gelao             | Gēlǎo Zú         | 仡佬族            | 仡佬族            | 579.357       |
| Dongxiang         | Dōngxiāng Zú     | 东乡族            | 東鄉族            | 513.805       |
| Gaoshan⁵          | Gāoshān Zú       | 高山族            | 高山族            | 458.000       |
| Lahu              | Lāhù Zú          | 拉祜族            | 拉祜族            | 453.705       |
| Shui              | Shuǐ Zú          | 水族              | 水族              | 406.902       |
| Wa                | Wǎ Zú            | 佤族              | 佤族              | 396.610       |
| Nakhi⁶            | Nàxī Zú          | 纳西族            | 納西族            | 308.839       |
| Qiang             | Qiāng Zú         | 羌族              | 羌族              | 306.072       |
| Tu                | Tǔ Zú            | 土族              | 土族              | 241.198       |
| Mulao             | Mùlǎo Zú         | 仫佬族            | 仫佬族            | 207.352       |
| Xibe              | Xíbó Zú          | 锡伯族            | 錫伯族            | 188.824       |
| Kirguisos         | Kēěrkèzī Zú      | 柯尔克孜族        | 柯爾克孜族        | 160.823       |
| Daur              | Dáwòěr Zú        | 达斡尔族          | 達斡爾族          | 132.394       |
| Katxin7           | Jǐngpō Zú        | 景颇族            | 景頗族            | 132.143       |
| Maonan            | Màonán Zú        | 毛南族            | 毛南族            | 107.166       |
| Salar             | Sǎlá Zú          | 撒拉族            | 撒拉族            | 104.503       |
| Blang             | Bùlǎng Zú        | 布朗族            | 布朗族            | 91.882        |
| Tadjics           | Tǎjíkè Zú        | 塔吉克族          | 塔吉克族          | 41.028        |
| Achang            | Āchāng Zú        | 阿昌族            | 阿昌族            | 33.936        |
| Pumi              | Pǔmǐ Zú          | 普米族            | 普米族            | 33.600        |
| Evenkis           | Èwēnkè Zú        | 鄂温克族          | 鄂温克族          | 30.505        |
| Nu                | Nù Zú            | 怒族              | 怒族              | 28.759        |
| Gin8              | Jīng Zú          | 京族              | 京族              | 22.517        |
| Jino              | Jīnuò Zú         | 基诺族            | 基諾族            | 20.899        |
| Palaungs          | Déáng Zú         | 德昂族            | 德昂族            | 17.935        |
| Bonan             | Bǎoān Zú         | 保安族            | 保安族            | 16.505        |
| Russos            | Éluōsī Zú        | 俄罗斯族          | 俄羅斯族          | 15.609        |
| Iugur             | Yùgù Zú          | 裕固族            | 裕固族            | 13.719        |
| Uzbeks            | Wūzībiékè Zú     | 乌孜别克族        | 烏孜别克族        | 12.370        |
| Monba             | Ménbā Zú         | 门巴族            | 門巴族            | 8.923         |
| Oroqen            | Èlúnchūn Zú      | 鄂伦春族          | 鄂倫春族          | 8.196         |
| Derung            | Dúlóng Zú        | 独龙族            | 獨龍族            | 7.426         |
| Tàtars            | Tǎtǎěr Zú        | 塔塔尔族          | 塔塔爾族          | 4.890         |
| Hezhen⁹           | Hèzhé Zú         | 赫哲族            | 赫哲族            | 4.640         |
| Lhoba             | Luòbā Zú         | 珞巴族            | 珞巴族            | 2.965         |
| No classificats¹⁰ | Wèi Shìbié Mínzú | 未识别民族        | 未識別民族        | 734.438       |

¹De vegades, inclouen els utsuls de Hainan, descendents dels txams refugiats.
²També coneguts com a hmong. 
3Inclouen els tibetans d'Amdo, i els tibetans khamba. 
4També anomenats dai lue, un dels grups ètnics tais. 
⁵Nom col·lectiu per als 13 pobles aborígens de Taiwan, que la RPX reconeix en bloc, com una sola nacionalitat.
⁶Inclosos també els mosuo (摩梭人). 
7Anomenats kachin a Myanmar.
8Són vietnamites (o kinh en sinovietnamita) que històricament es coneixien per yue (:zh:越), o việt en sinovietnamita.
⁹Anomenats nanai a Rússia.
¹⁰En realitat, es tracta de diverses ètnies que no gaudeixen de reconeixement oficial.

## Minories ètniques no reconegudes
Llista de les minories ètniques que no són reconegudes pel govern de la República Popular de la Xina:
- Gejia (亻革家人, Gèjiā Rén).
- Bajia (八甲人, Bājiǎ Rén).
- Deng (僜人, Dèng Rén).
- Kemu (克木人, Kèmù Rén).
- Kucong (simplificat: 苦聪人; tradicional: 苦聰人; Kǔcōng Rén).
- Mang (芒人, Máng Rén).
- Xerpes (simplificat: 夏尔巴人; tradicional: 夏爾巴人; Xiàěrbā Rén).
- Tuvinians (图瓦人, Túwǎ Rén).
- Yi (羿人, Yì Rén).
- Youtai (simplificat: 犹太; tradicional: 猶太; Yóutài), jueus xinesos, i població jueva en general.
- Immigrants (外国人), principalment descendents de caucasians, però també els yamato (大和民族), d'origen japonès, i els ryukyuans (琉球民族) de Taiwan.

## Grups ètnics a Hong Kong i Macau
Hong Kong i Macau són dues regions administratives especials de la República Popular de la Xina. Els governs de Hong Kong i Macau no segueixen el sistema de classificació ètnica oficial a la RPX, ni tampoc els censos xinesos tenen en compte grups ètnics en la població d'ambdós territoris. En conseqüència, grups minoritaris com ara filipins, indonesis, europeus i sudasiàtics a Hong Kong, així com portuguesos i macanesos (mestissos sinoportuguesos) a Macau, no apareixen a la llista oficial d'ètnies de la RPX.

## Aborígens de Taiwan
Els diversos pobles aborígens que viuen a l'illa de Taiwan des de fa uns vuit mil anys parlen llengües austronèsies. Al segle xvii, es van iniciar les diverses onades de la immigració xinesa, i ara els Han constitueixen la majoria de la població. Els grups assenyalats amb (1) tenen el reconeixement oficial de la República de la Xina, però no així de la RPX, que considera tot el conjunt com una sola nacionalitat, els gaoshan.
- Ami (阿美) (1)
- Atayal (Tayal, Tayan) (泰雅) (1)
- Babuza (貓霧捒)
- Basay (巴賽)
- Bunun (布農) (1)
- Hoanya (洪雅 o 洪安雅)
- Kavalan (噶瑪蘭) (1)
- Ketagalan (凱達格蘭)
- Luilang (雷朗)
- Paiwan (排灣) (1)
- Pazeh/Kaxabu (Pazih) (巴宰 o 巴則海)
- Popora (巴布拉)
- Puyuma (卑南) (1)
- Qauqaut (猴猴)
- Rukai (魯凱) (1)
- Saisiyat (Saisiat) (賽夏) (1)
- Siraya (西拉雅)
- Tao (Yami) (雅美/達悟) (1)
- Taokas (道卡斯)
- Thao (邵) (1)
- Trobiawan (多囉美 o 多囉美遠)
- Truku (Taroko) (太魯閣) (1)
- Tsou (Cou) (鄒) (1)

## Galeria

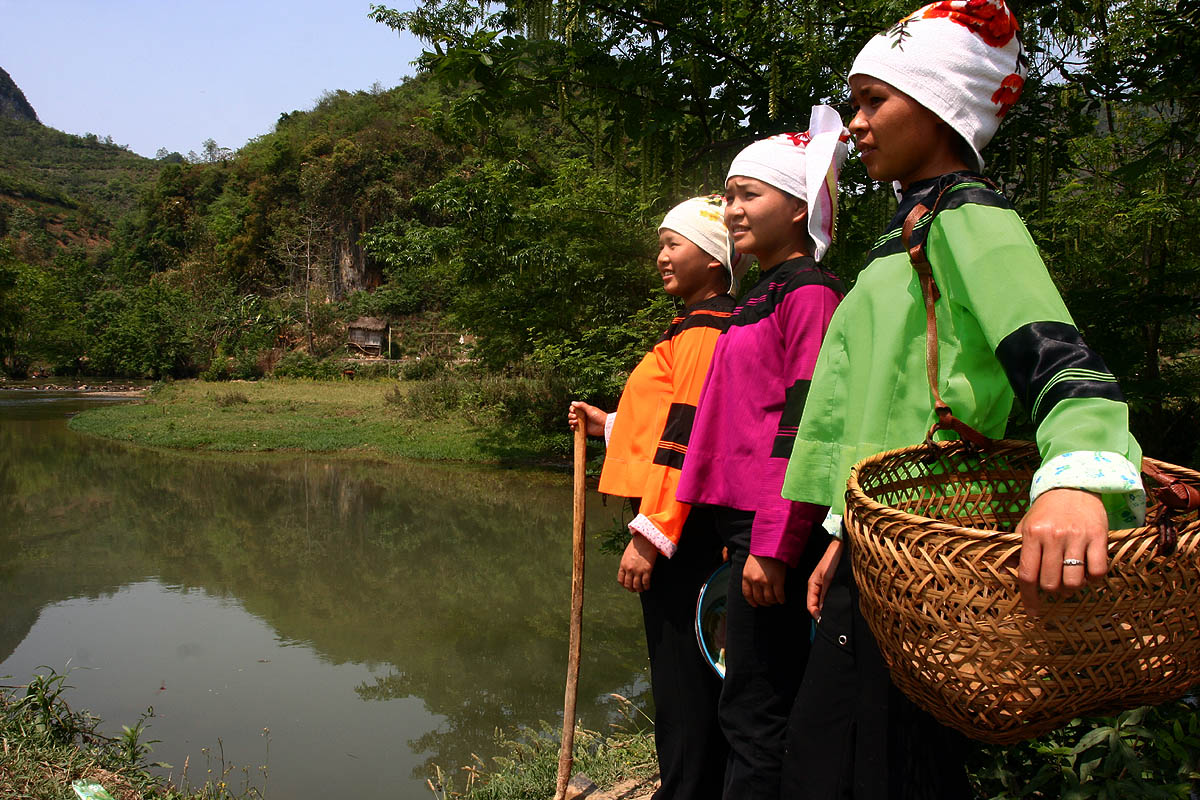
Zhuang
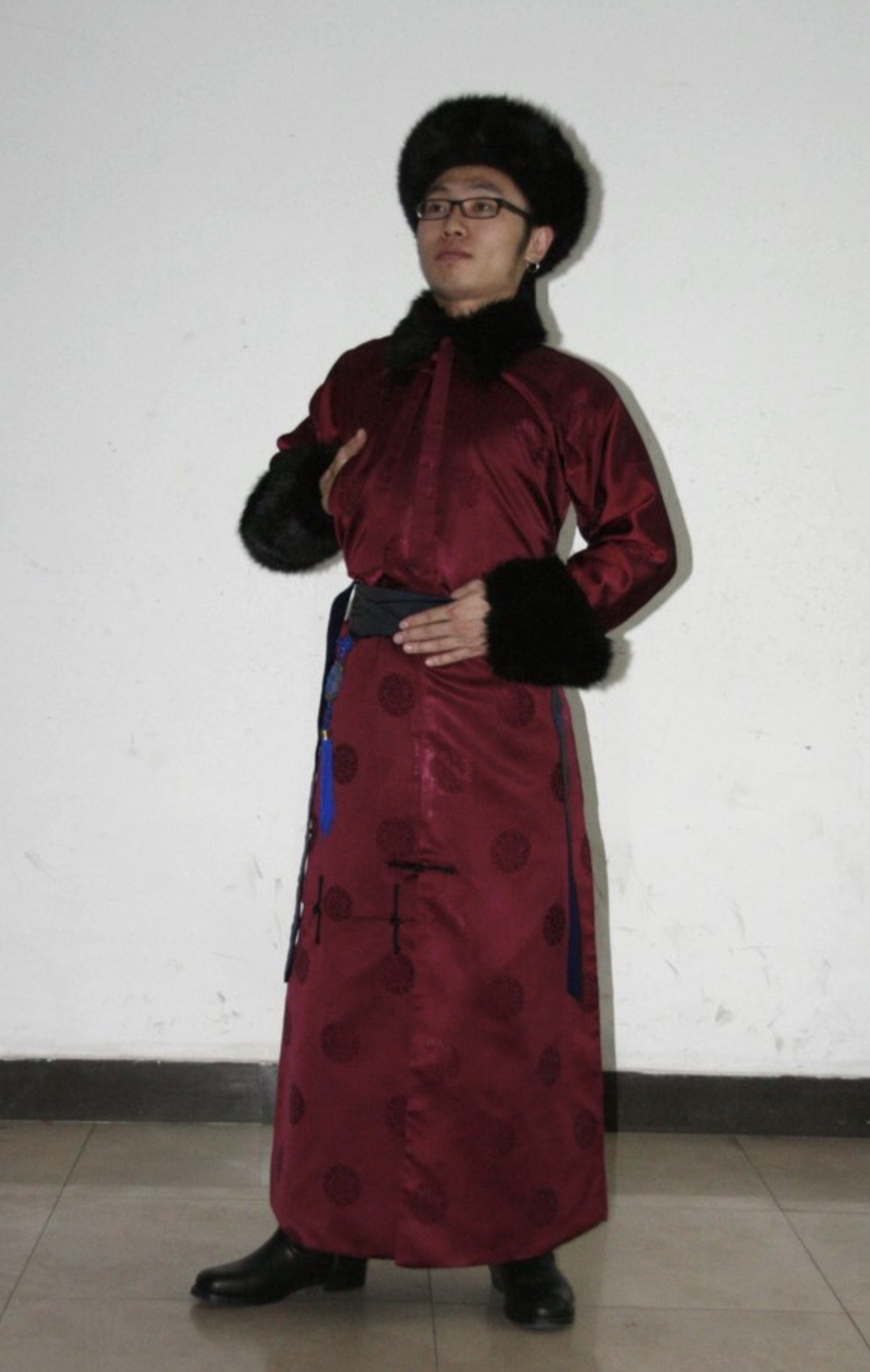
Manchu
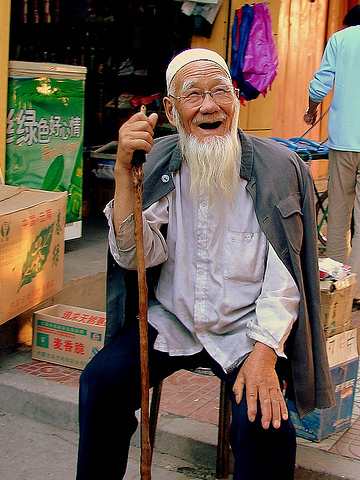
Ètnia hui
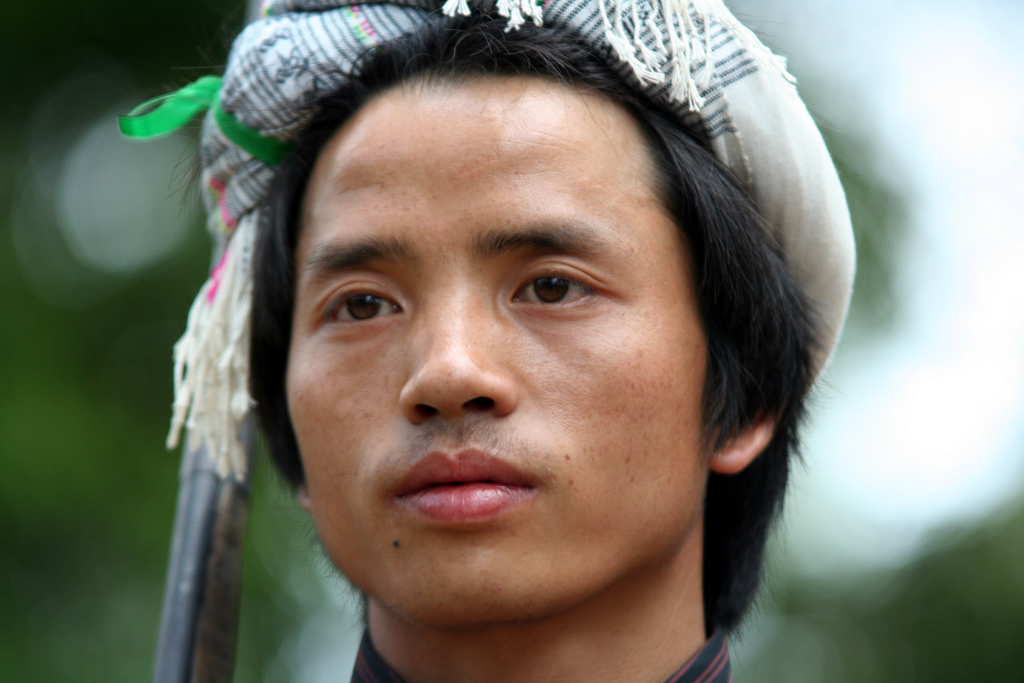
Miao
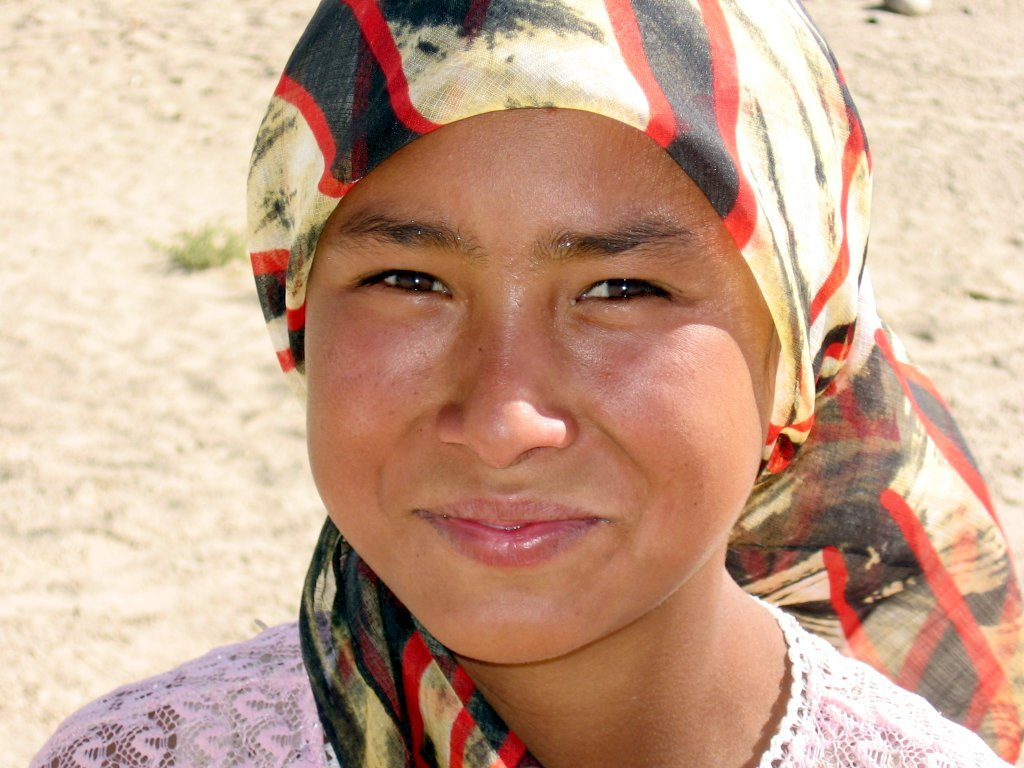
Uyghurs
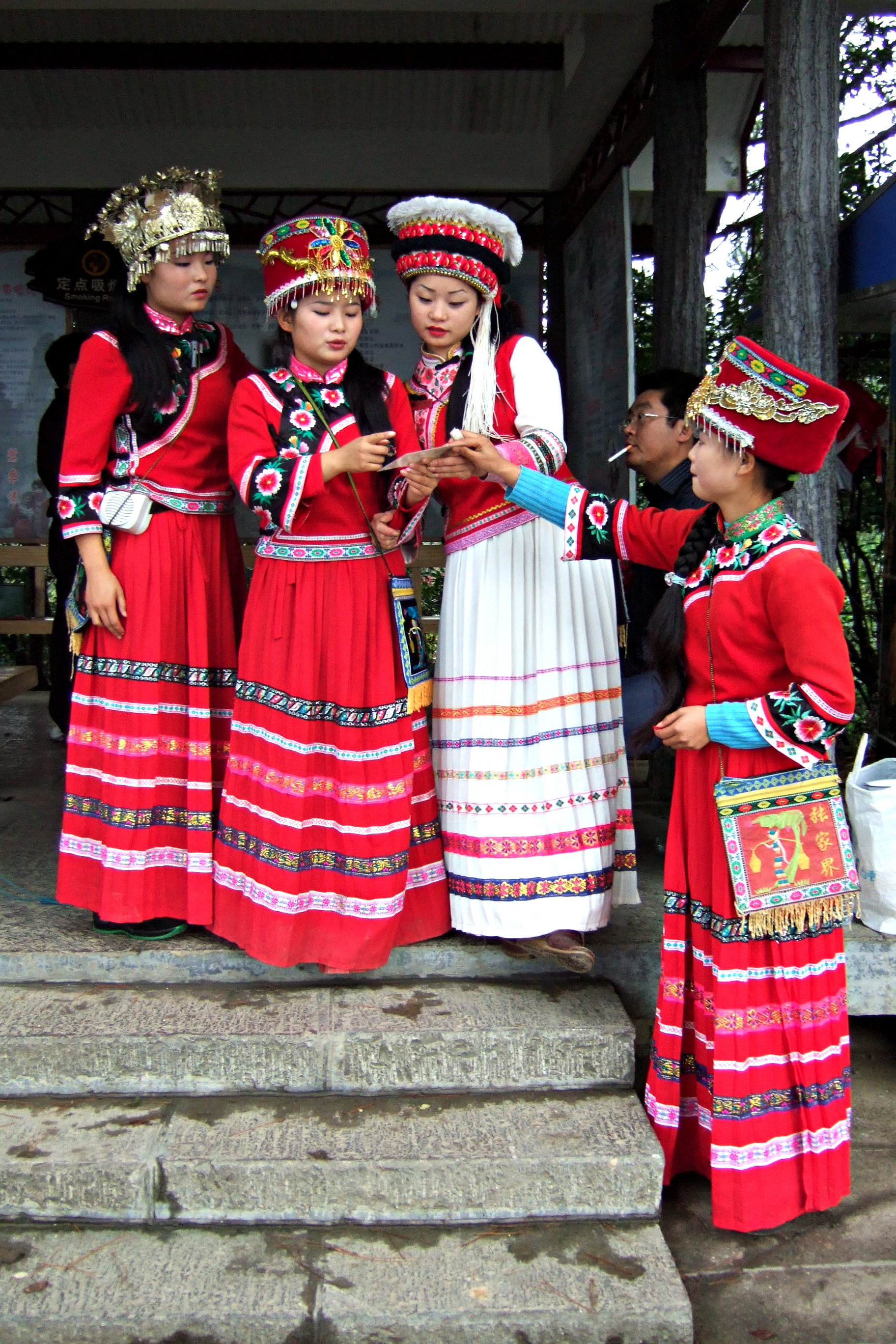
Tujia
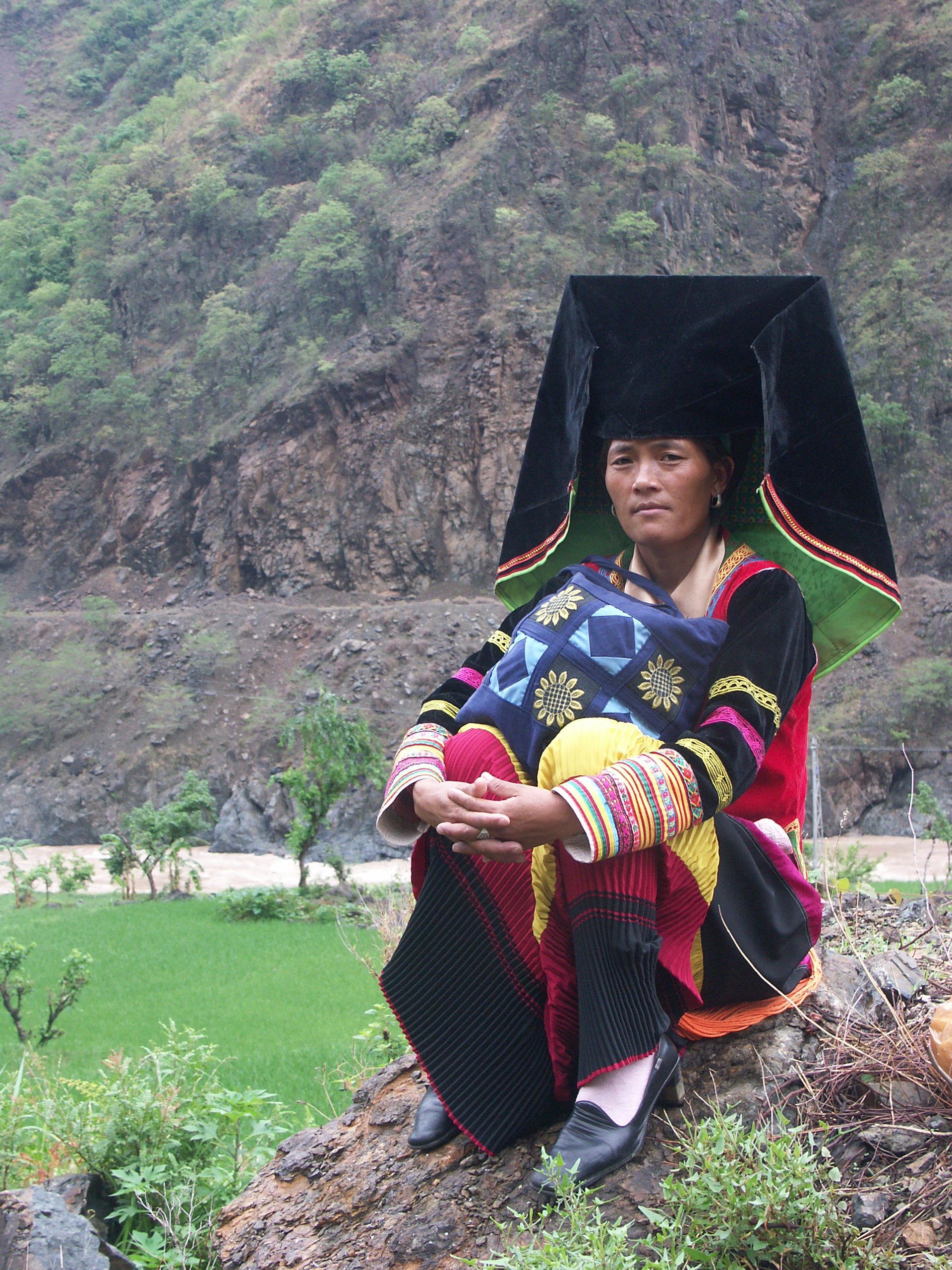
Yi
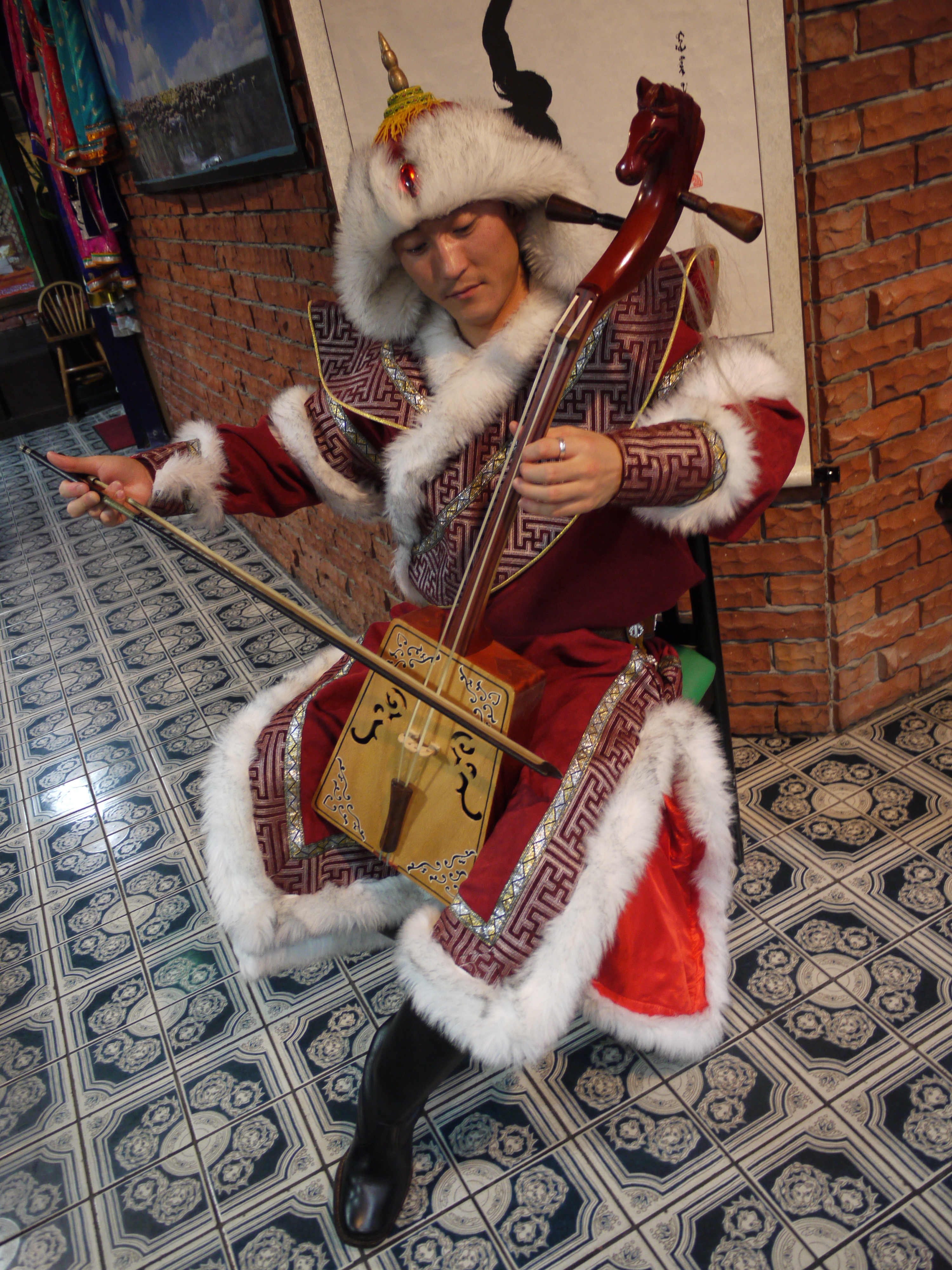
Mongol